# Joseph d'Espiennes
Joseph Gabriel Ghislain d'Espiennes (Assevent, Frankrijk, 25 september 1778 - Scy, 6 juli 1860) was een Belgisch senator en burgemeester.

## Levensloop
D'Espiennes behoorde tot een familie aan wie in 1663 voor het eerst adelbrieven waren verleend. Hij was een zoon van Eugène d'Espiennes, heer van Porquerie en officier in een Frans regiment, en van Agnès de Hammer de Claybroke (ook: Cleribrooke). Hij trouwde in 1813 met Marie-Thérèse Desmanet (Virelles 1788 - Scy 1866). Zij bracht de eigendommen in Scy in de familie d'Espiennes binnen. Hun dochter Antoinette trouwde met senator Alfred Vilain XIIII. Hun zoon, Léon d'Espiennes (1822-1901), componist en fotograaf, die ook burgemeester van Scy werd, trouwde met Cecile de Florans (1826-1902) en ze hadden vier kinderen, die ongehuwd bleven. De naam is in 1940 uitgestorven.
In 1822 verkreeg D'Espiennes adelserkenning, met de titel van graaf, overdraagbaar bij eerstgeboorte. Hij was ook ridder in de Orde van Malta. In 1831 werd hij tot Belg genaturaliseerd.
In 1835 werd hij verkozen tot katholiek senator voor het arrondissement Dendermonde. Hij oefende dit mandaat uit tot in 1843.
In 1840 werd hij burgemeester van Scy en bekleedde dit ambt tot aan zijn dood. Hij woonde op het kasteel van Scy, midden een groot park. Het kasteel werd gesloopt in 1963 en vervangen door een nieuw. Het is de eigendom van afstammelingen uit de familie Cornet d'Elzius, die door de laatste d'Espiennes geadopteerd werden. De crypte, waarin een aantal leden van de familie d'Espiennes begraven ligt, is bewaard.